# Tronos (anjo)
Os Tronos (em grego clássico: θρόνος, pl. θρόνοι; em latim: thronus, pl. throni) são uma classe de seres celestiais mencionados pelo Apóstolo Paulo na Epístola aos Colossenses 1:16. De acordo com o Novo Testamento, esses altos seres celestiais estão às ordens a serviço de Cristo. São chamados também de erelins ou ofanins ou algumas vezes de Sedes Dei (Trono de Deus). São teorizados com os 24 anciãos, que perpetuamente se prostram diante de Deus e a seus pés lançam suas coroas.
De acordo com Mateus Bunson, a ordem correspondente de anjos no judaísmo é chamada o abalim ou Arelim/erelim, mas esta opinião está longe de ser imbatível. A palavra hebraica erelim geralmente não é traduzida como "Tronos", mas sim os valentes, heróis, guerreiros;[carece de fontes?] a função atribuída a erelim em Isaiah 33:7 e no folclore judaico não está de acordo com o folclore em torno dos Tronos.